# Androsace alaschanica
Androsace alaschanica är en viveväxtart som beskrevs av Carl Maximowicz. Androsace alaschanica ingår i släktet grusvivor, och familjen viveväxter. Utöver nominatformen finns också underarten A. a. zadoensis.